# Comuna de Cekcyn
Cekcyn (polaco: Gmina Cekcyn) é uma gminy (comuna) na Polónia, na voivodia de Cujávia-Pomerânia e no condado de Tucholski. A sede do condado é a cidade de Cekcyn.
De acordo com os censos de 2006, a comuna tem 6500 habitantes, com uma densidade 25,3 hab/km².

## Área
Estende-se por uma área de 253,32 km², incluindo:
- área agricola: 23%
- área florestal: 68%

## Demografia
Dados de 30 de Junho 2004:
|                      | Total   | Total | Mulheres | Mulheres | Homens  | Homens |
| -------------------- | ------- | ----- | -------- | -------- | ------- | ------ |
|                      | pessoas | %     | pessoas  | %        | pessoas | %      |
| População            | 6401    | 100   | 3210     | 50,1     | 3191    | 49,9   |
| Densidade (pop./km²) | 25,3    | 100   | 12,7     | 12,7     | 12,6    | 12,6   |

De acordo com dados de 2005, o rendimento médio per capita ascendia a 2072,65 zł.

## Subdivisões
- Brzozie, Cekcyn, Iwiec, Krzywogoniec, Ludwichowo, Małe Gacno, Nowy Sumin, Ostrowo, Trzebciny, Wielkie Budziska, Wysoka, Zalesie, Zdroje, Zielonka.

## Comunas vizinhas
- Gostycyn, Lniano, Lubiewo, Osie, Śliwice, Tuchola